# Каделл ап Брохвайл
Каделл ап Брохвайл (валл. Cadell ap Brochfael, умер в 808) — король Поуиса (773—808), сын Брохвайла ап Элиседа, представитель дома Вортигерна.

## Биография
Во время своего правления Оффа вел многочисленные рейды против Уэльса в Камбрии в 784 и 786 годах в год визита папского легата. Территория Поуиса стала своего рода «дверью», через которую он продвигал свои войска на запад, вплоть до Диведа.
Каделл ап Брохвайл правил во время относительного перемирия с Мерсией, последовавшего в результате строительства вала Оффы. В 797 году его войска участвовали в битве при Рудлане.
Имя жены Каделла неизвестно. Выдал свою дочь Нест за Мервина Веснушчатого. Согласно «Гвентианской хронике» умер в 804 году.